# Костандов Леонід Аркадійович
Леонід Аркадійович Костандов (27 листопада 1915, місто Керкі, тепер Лебапського велаяту, Туркменістан — 5 вересня 1984, місто Лейпциг Німецької Демократичної Республіки, тепер Німеччина) — радянський державний діяч, заступник голови Ради міністрів СРСР, міністр хімічної промисловості СРСР. Кандидат у члени ЦК КПРС у 1966—1971 роках. Член ЦК КПРС у 1971—1984 роках. Депутат Верховної Ради СРСР 7—11-го скликань.

## Життєпис
Народився в родині службовця.
У 1930—1935 роках — машиніст бавовняного заводу; бригадир цеху шовкомотальної фабрики в місті Чарджоу Туркменської РСР.
У 1935—1940 роках — студент Московського інституту хімічного машинобудування.
У 1940—1949 роках — інженер, начальник цеху, головний механік Чирчицького електрохімічного комбінату Узбецької РСР.
Член ВКП(б) з 1942 року.
У 1949—1953 роках — директор Чирчицького електрохімічного комбінату Узбецької РСР.
У 1953—1957 роках — начальник Головного управління азотної промисловості Міністерства хімічної промисловості СРСР, в 1957—1958 роках — начальник управління азотної промисловості і продуктів органічного синтезу на основі переробки природного газу Державного комітету Ради міністрів СРСР із хімії.
У 1958—1961 роках — заступник голови, в 1961—1963 роках — 1-й заступник голови Державного комітету Ради міністрів СРСР із хімії. У 1963 році — 1-й заступник голови Державного комітету із хімії при Держплані СРСР.
11 травня 1963 — січень 1964 року — голова Державного комітету хімічного і нафтового машинобудування при Держплані СРСР — міністр СРСР.
У січні 1964 — 2 жовтня 1965 року — голова Державного комітету хімічної промисловості при Держплані СРСР — міністр СРСР.
2 жовтня 1965 — 4 листопада 1980 року — міністр хімічної промисловості СРСР.
4 листопада 1980 — 5 вересня 1984 року — заступник голови Ради міністрів СРСР.
Помер 5 вересня 1984 року від серцевого нападу в місті Лейпцигу Німецької Демократичної Республіки. Урна з прахом похована в Кремлівській стіні на Красній площі в Москві.

## Нагороди і звання
- три ордени Леніна
- орден Трудового Червоного Прапора
- два ордени «Знак Пошани»
- медалі
- Сталінська премія II ст (1951) — за розробку і впровадження методу отримання технологічного газу з низькосортних палив
- Ленінська премія (1960) — за розробку хімічних технологій виробництва рідких водню і дейтерію високої чистоти
- Почесний громадянин міста Могильова (1978)